# Conchita Martínez Granados
Martínez  Granados est un nom espagnol. Le premier nom de famille, en général paternel, est Martínez ; le second, en général maternel, souvent omis, est Granados.
Pour les articles homonymes, voir Conchita Martínez (homonymie), Martínez et Granados.
Conchita Martínez Granados est une joueuse de tennis espagnole née le 20 janvier 1976 à Barcelone. Elle n'a pas remporté de titre sur le circuit WTA mais a été finaliste une fois en 2003. Sa surface de prédilection est la terre battue et son meilleur coup est le coup droit.

## Palmarès

### Titre en simple dames
Aucun

### Finale en simple dames
| No | Date       | Nom et lieu du tournoi    | Catégorie | Dotation  | Surface      | Vainqueure     | Score    |          |
| -- | ---------- | ------------------------- | --------- | --------- | ------------ | -------------- | -------- | -------- |
| 1  | 28-04-2003 | Croatian Ladies Open, Bol | Tier III  | 170 000 $ | Terre (ext.) | Vera Zvonareva | 6-1, 6-3 | Parcours |

### Titre en double dames
Aucun

### Finales en double dames
| No | Date       | Nom et lieu du tournoi               | Catégorie | Dotation  | Surface      | Vainqueures                      | Partenaire         | Score    |          |
| -- | ---------- | ------------------------------------ | --------- | --------- | ------------ | -------------------------------- | ------------------ | -------- | -------- |
| 1  | 08-07-2002 | GP Princesse Lalla Meryem Casablanca | Tier V    | 110 000 $ | Terre (ext.) | Petra Mandula Patricia Wartusch  | Gisela Dulko       | 6-2, 6-1 | Parcours |
| 2  | 14-04-2003 | Tippmix Grand Prix Budapest          | Tier V    | 110 000 $ | Terre (ext.) | Petra Mandula Elena Tatarkova    | Tatiana Perebiynis | 6-3, 6-1 | Parcours |
| 3  | 21-02-2005 | Abierto Mexicano HSBC Acapulco       | Tier III  | 180 000 $ | Terre (ext.) | Alina Jidkova Tatiana Perebiynis | Rosa María Andrés  | 7-5, 6-3 | Parcours |

## Parcours en Grand Chelem

### En simple dames
| Année | Open d'Australie | Open d'Australie | Internationaux de France | Internationaux de France | Wimbledon       | Wimbledon         | US Open         | US Open         |
| ----- | ---------------- | ---------------- | ------------------------ | ------------------------ | --------------- | ----------------- | --------------- | --------------- |
| 1999  | 1er tour (1/64)  | Sabine Appelmans | -                        | -                        | -               | -                 | -               | -               |
| 2001  | -                | -                | 1er tour (1/64)          | Tathiana Garbin          | -               | -                 | -               | -               |
| 2002  | -                | -                | 2e tour (1/32)           | Katarina Srebotnik       | -               | -                 | 1er tour (1/64) | Kim Clijsters   |
| 2003  | 1er tour (1/64)  | Amy Frazier      | 1er tour (1/64)          | Silvia Farina            | 2e tour (1/32)  | Vera Zvonareva    | 1er tour (1/64) | Ai Sugiyama     |
| 2004  | 1er tour (1/64)  | Maria Sharapova  | 1er tour (1/64)          | Tathiana Garbin          | -               | -                 | -               | -               |
| 2006  | 2e tour (1/32)   | Virginie Razzano | 2e tour (1/32)           | Kim Clijsters            | 1er tour (1/64) | Clarisa Fernández | 1er tour (1/64) | Sofia Arvidsson |

À droite du résultat, l’ultime adversaire.

### En double dames
| Année | Open d'Australie             | Open d'Australie           | Internationaux de France       | Internationaux de France   | Wimbledon                     | Wimbledon              | US Open                      | US Open                   |
| ----- | ---------------------------- | -------------------------- | ------------------------------ | -------------------------- | ----------------------------- | ---------------------- | ---------------------------- | ------------------------- |
| 2000  | 1er tour (1/32) María Andrés | J. Capriati Jelena Dokić   | 1er tour (1/32) María Andrés   | Kimberly Po A. Sidot       | -                             | -                      | 1er tour (1/32) María Andrés | Alice Canepa Eva Dyrberg  |
| 2001  | 1er tour (1/32) María Andrés | V. Ruano Paola Suárez      | 1er tour (1/32) Dawn Buth      | N. Dechy Nadia Petrova     | -                             | -                      | -                            | -                         |
| 2002  | -                            | -                          | -                              | -                          | -                             | -                      | 2e tour (1/16) Justine Henin | C. Dhenin Maja Matevžič   |
| 2003  | 3e tour (1/8) Z. Gubacsi     | E. Gagliardi Petra Mandula | 1er tour (1/32) M. J. Martínez | Jelena Dokić Nadia Petrova | 1er tour (1/32) Kirstin Freye | De Villiers N. Grandin | 1er tour (1/32) Jill Craybas | S. Kuznetsova Navrátilová |
| 2004  | 1er tour (1/32) Jill Craybas | J. Hopkins Janet Lee       | 1er tour (1/32) Arantxa Parra  | Jill Craybas Weingärtner   | -                             | -                      | 2e tour (1/16) S. Cohen      | B. Schett P. Schnyder     |
| 2005  | 1er tour (1/32) N. Grandin   | J. Janković Anikó Kapros   | -                              | -                          | -                             | -                      | -                            | -                         |
| 2006  | -                            | -                          | 1er tour (1/32) C. Castaño     | J. Husárová Sania Mirza    | -                             | -                      | 1er tour (1/32) María Vento  | M. Bartoli Shahar Peer    |

Sous le résultat, la partenaire ; à droite, l’ultime équipe adverse.

## Classements WTA en fin de saison

### En simple
| Année | 1992 | 1993 | 1994 | 1995 | 1996 | 1997 | 1998 | 1999 | 2000 | 2001 | 2002 | 2003 | 2004 | 2005 | 2006 | 2007 |
| Rang  | 706  | 835  | 890  | 429  | 317  | 168  | 106  | 202  | 248  | 158  | 94   | 105  | 152  | 114  | 139  | 313  |

Source : (en) « Classements de Conchita Martínez Granados », sur le site officiel du WTA Tour

### En double
| Année | 1992 | 1993 | 1994 | 1995 | 1996 | 1997 | 1998 | 1999 | 2000 | 2001 | 2002 | 2003 | 2004 | 2005 | 2006 | 2007 |
| Rang  | 739  | 625  | 707  | 720  | 377  | 242  | 165  | 143  | 103  | 159  | 111  | 89   | 124  | 122  | 148  | 172  |

Source : (en) « Classements de Conchita Martínez Granados », sur le site officiel du WTA Tour